# 昌德宮
昌德宮（：／ Changdeokgung */?）位於韓國首爾特別市鐘路區，由朝鲜王朝（1392年–1897年）一眾國王所建，是「朝鮮五大宫殿」之一。1997年被聯合國教科文組織登錄為世界文化遺產。位處景福宮東側，作為其之外的離宮建築，因此昌德宮與昌慶宮一併得到「東闕」的稱號（동궐）。
昌德宮是最受許多朝鮮王子歡迎的宮殿，並保留了許多未被納入到景福宮建築的朝鲜三国时代時期的元素。事實是，昌德宮的建築物是與周遭的自然地形混合而不是強行混合。與首爾的其他五大宮殿一樣，這裡也在朝鮮日治時期（1910年–1945年）期間受到嚴重破壞。目前，在後日治期間的「東闕」建築群僅存數目僅是其最初的30%（由昌德宮與昌慶宮合計）。

## 歷史

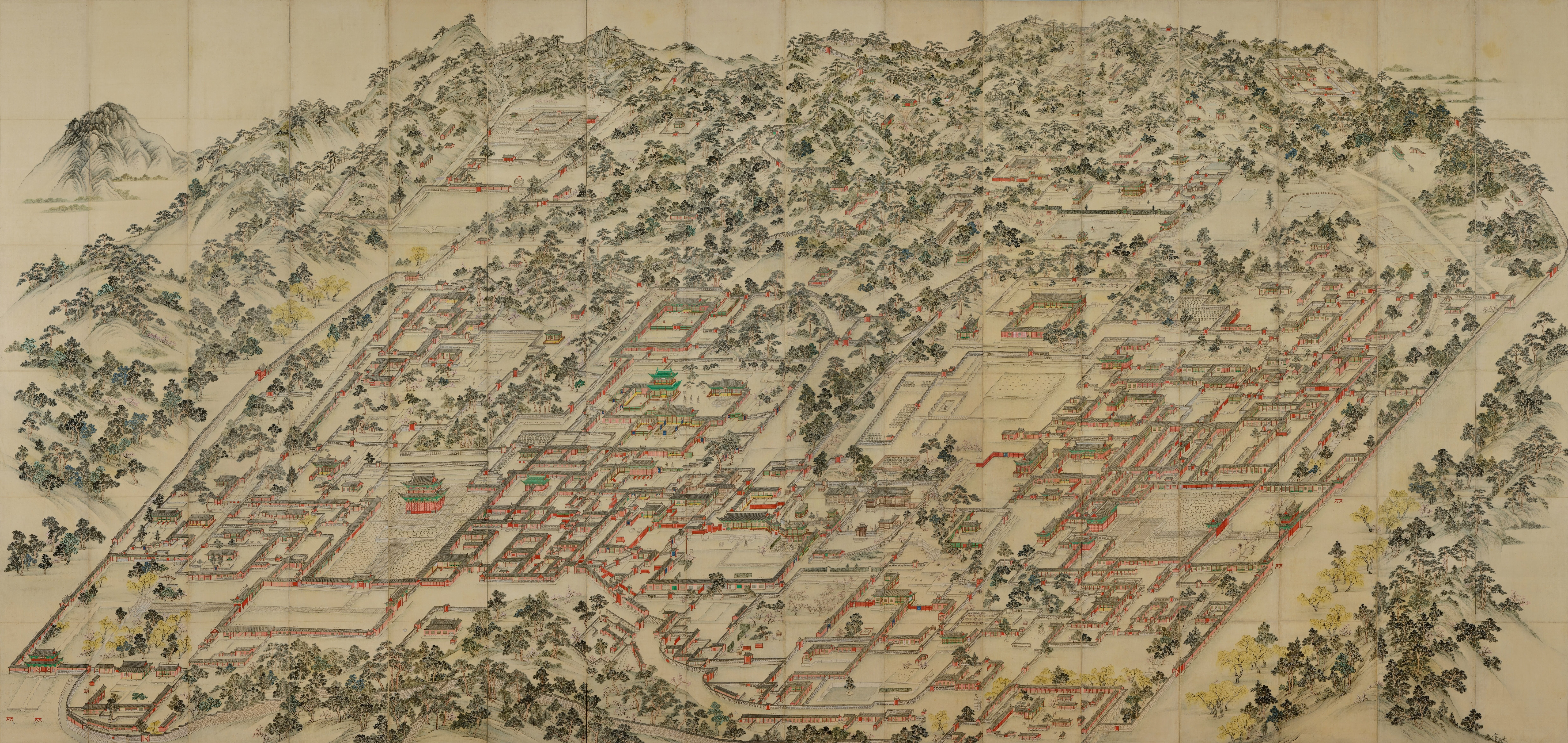
東闕圖，繪有昌德宮和昌慶宮的風景畫

昌德宮是朝鲜王朝繼修建景福宫后，在太宗五年（1405年）所修建的第二座宫殿，创建时设有正殿、报平厅、便殿、正寝厅等建筑。太宗十一年（1411年）增设楼阁、寝殿、石桥（锦川桥），以及議政府朝房。太宗时二年建敦化门，设各司朝房。太宗十八年修建朝启厅，将仁政殿西移到现址，面阔三间扩建为面阔五间。世宗元年建仁政殿南行廊。世祖七年命名了昌德宫内的主要殿阁，世祖九年大幅向外扩建宫墙。成宗六年命名了主要宫门。
1592年壬辰倭亂，昌德宮与正宫景福宫一道被乱民焚燬。由于景福宫规模太大（有宫殿782座），财力有限，因此优先重建规模比较小（宫殿238座）的昌德宫。1609年，光海君重建昌德宮。但是这座新宫也在仁祖反正时烧毁。仁祖25年起再次重建昌德宫。为此拆毁了光海君在仁王山脚下为仁穆大妃建造的仁庆宫，将其中大多数殿宇拆建到昌德宫中。
根据《昌德宫修建都监仪轨》的记载，重建昌德宫时，将仁庆宫光政殿移建为昌德宫宣政殿，仁庆宫庆寿殿、弘政殿移建为昌德宫大造殿，和政堂移建为熙政堂。此外还将仁庆宫庆极堂移建为宝庆堂，青瓦家移建为通明殿，无逸堂移建为养和堂，庆运堂移建为延禧堂，献箴堂移建为演庆堂，寿缕堂和备边司移建为景春殿，庆寿殿后行阁移建为涵仁亭，正顺堂移建为澄光楼，仁德堂移建为太和堂，庆宁殿移建为昭德堂。拆除弘政门南月廊修建了仁政殿东月廊。此外还拆除仁庆宫其他殿阁、门廊，修建了储承殿（世子东宫，英祖四十年烧毁后未重建）、玉华堂、静然堂、烧厨房、灯烛房、别监厅等建筑。
1618年，朝鲜王朝正宮从庆运宫轉移至昌德宮，之後約250年里，昌德宫取代景福宮，一直作為朝鮮王朝的正宮使用。在仁祖时期，同权臣金自點勾结的后宫赵贵人曾在昌德宫和昌庆宫中埋下幼儿骨头和从墓地挖来的树，诅咒作为王世子的孝宗和莊烈王后，以让自己的儿子樂善君和崇善君即位。因此孝宗即位后，对昌德宫和昌庆宫展开了修理工程，将两处宫殿所有殿堂的温突（地炕）全部拆开，重换泥土，重铺殿砖。工程从孝宗三年二月十六日开始，三月二十五日结束。由于预算不足，因此征发了两千名僧人，分配到仁庆宫和关王庙居住，参加清理工程。由于在地下不断挖出凶恶污秽之物，因此工程结束后很久，孝宗也没有还宫于此，而是居住在庆运宫中。
为了供养慈懿大妃，孝宗五年修缮了昌德宫的寿静堂，并拆毁慶熙宮的钦敬阁、齐政堂、丕显阁、观文阁、协和楼、承晖楼、鱼藻堂、万祥楼等建筑，在昌德宫仁政殿后面原钦敬阁的位置建造了万寿殿和春晖殿。
纯祖三年（1803年）十二月十三日傍晚，处理日常政务的昌德宫便殿宣政殿西行廊失火，延烧至宣政殿和昌德宫正殿——仁政殿，并且威胁到仁政殿西边供奉历代先王御像的璇源殿。这次火灾给大王大妃貞純王后造成很大打击，在火灾之后十五天下旨停止垂帘听政。纯祖四年八月开始重建仁政殿，四个月后竣工。
纯祖二十九年八月一日午时，在为孝明世子举行葬礼时，昌庆宫发生火灾，烧毁欢庆殿、景春殿、养和堂、涵仁亭、恭默阁、崇文堂、迎春轩、宾阳门等建筑。正当为重修昌庆宫筹措经费时，昌德宫又在纯祖三十三年十月十七日发生大火。火灾起于寝殿大造殿，延烧至熙政堂、澄光楼、景薰阁、玉华堂、养心阁、隆庆轩、兴福轩、齐政阁、静默堂、克绥斋、清香阁、集祥门、观光厅、烧厨房、行阁门等处。这是壬辰倭乱之后朝鲜宫殿最大的一次火灾，内宫地区全部化为灰烬。此时纯祖居住在慶熙宮，因此昌德宫处于闲置状态。失火原因无法确定是纵火还是管理不慎而失火。由于昌德宫是当时朝鲜仅有的大型宫殿，当作正宫使用，因此火灾之后十日就开始重建工作。首先修复了大造殿、熙政堂、以及保存明神宗赏赐礼物的澄光楼（下层为景薰阁）。翌年修复了兴福轩、隆庆轩、玉华堂、养心阁、齐政阁、静默堂、克绥斋、清香阁、集祥门、宣平门、协阳门、曜辉门、同春门等建筑。修复工程共用体木2000株、大圆木3000株、楼柱2000株，均采伐自江原道的金城、宁越、浪川、麟蹄等地。为了筹备木材，下达了禁止入山的封山令。1868年景福宮重建，正宮移轉，昌德宮再度成為離宮。1907年純宗在昌德宮即位，他住在昌德宮直到1926年逝世。
今天昌德宫的现存规模，宮殿部分有13座建築物，园林部分有28座建筑，共佔地110英畝(45公頃)。該地區有被指定為國寶的建築物，包括122號敦化門（建於1412年，1607年重建，銅鈴重9短吨或8公噸）、仁政殿(主殿)、宣政殿(在主殿的輔助殿)、熙政堂(國王寢殿，後來也用來作為會議廳)、大造殿(王妃寢殿)以及樂善齋。昌德宮被知名旅遊書出版社選為「世界500大推薦景點」。

## 主要建築
宮殿建於後面的北岳山的梅峰頂和前面流淌的衿川河之間，這是受到風水理論中的“背山臨水”(배산임수)原理的影響。相反，京畿道的其他主要建築物的建築原理是有規律的。但昌德宮的建築物卻更加自由地安置，而不是以往常規的設計。雖然它的建築結構看起來很混亂，但所有建築物都與其周圍的環境保持一致，是完全按照自然地形设计而成的。
昌德宮以仁政殿和宣政殿為治朝(치조)中心，寢殿(침전)和樂善齋區域都位處東方，而秘苑則橫跨北部山群。而仁政殿，昌德宮主殿，國王辦事處宣政殿或其他政府機關（궐내각사）等主要官方辦公建築都放置在宮殿的前方，那裡有國王和王后的私人庭院。國王的辦公和居所像宣政殿，熙政堂和樂善齋被眾多建築物和庭院圍繞，以防止外部人員輕易突破。總體來說，昌德宮的建築風格總體上是基於儒家意識形態，即簡約而節儉。
主要建築包括：

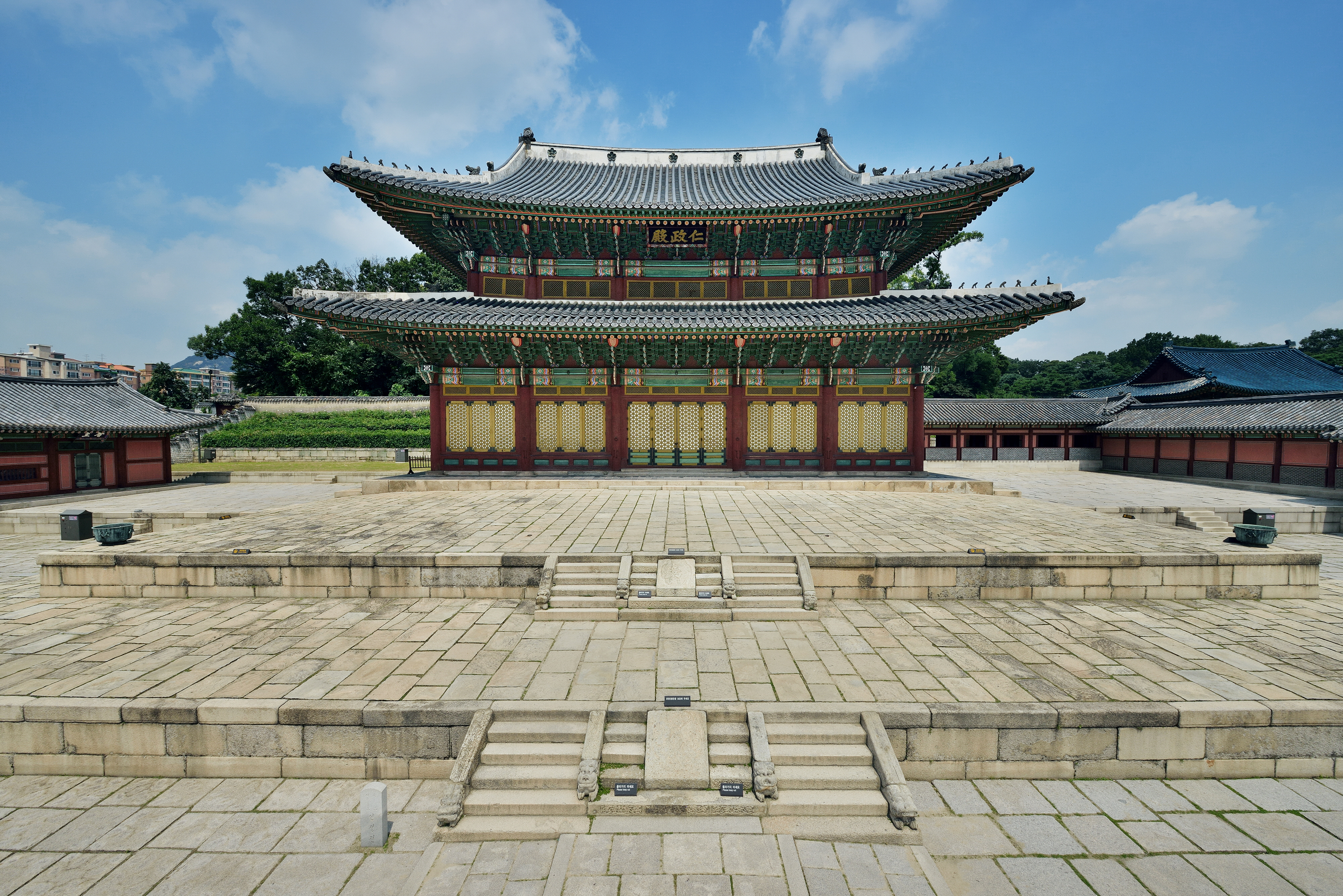
仁政殿主殿

- 敦化門 - 昌德宮正門，建於1412年。敦化門是兩層門樓式木結構建築，是昌德宮規模最大的宮門。敦化門在1592年壬辰倭亂期間被倭寇燒毀。1608年，被重新修復。
- 錦川橋 - 建於1411年，是首爾目前現存歷史最為悠久的橋樑。
- 仁政殿（大韩民国国宝） - 昌德宮的正殿，是朝鲜國王處理國事包括登基、會見外國使節的地方。仁政殿初建於1405年，在1592年壬辰倭亂期間同樣被倭寇燒毀。1610年再度重建，及後在1804年因為大火而第三次重建。
- 宣政殿 - 最初名為「昌德宮朝啟廳」，世祖時更名為「宣政殿」，是朝鮮國王會見大臣商討、處理日常朝廷政務的地點。東別室稱「昭德堂」，西別室稱「寶慶堂」。
- 熙政堂 - 太宗初建時原名「正寢殿」，是國王寢殿，世祖七年改名為「崇文堂」。成宗十四年被火災焚毀，燕山君二年重建，改名「修文堂」，後又發生火災，重建後改名為「熙政堂」。熙政堂在1917年再次被燒毀，重建的熙政堂並沒有按照原樣修建，而是受到日本傳來的西方文化的影響，在殿內鋪設了木地板、地毯、玻璃窗和吊燈，殿門外修建了日式的「御車寄」（供國王上下車用的雨棚）。
- 大造殿 - 朝鮮王妃的寢殿。太宗初建時原名「正殿」，世祖時改名為「兩儀殿」，東寢室為麗日殿，西寢室為淨月殿，東別室為凝福亭，西別室為玉華堂，樓稱澄光樓，樓下稱光世殿。世祖十三年，兩儀殿改名為「大造殿」。大造殿在1917年被燒毀，後重建。重建所用的材料拆自景福宮康寧殿。太造殿也是朝鮮最後一位王妃居住的地方。
- 宙合樓（奎章閣）– 朝鮮宮廷圖書館。朝鮮科舉考試在奎章閣外舉行，朝鮮國王在此親自監考。
- 演慶堂 – 建於1827年，它是一個為模仿朝鮮時代貴族們的家屋打造而成的木造建築。
- 樂善齋，位於昌德宮東南隅，為大妃居所。純宗純貞孝皇后尹氏在此居住到1966年，英親王遺孀李方子居住至1989年。

### 後苑

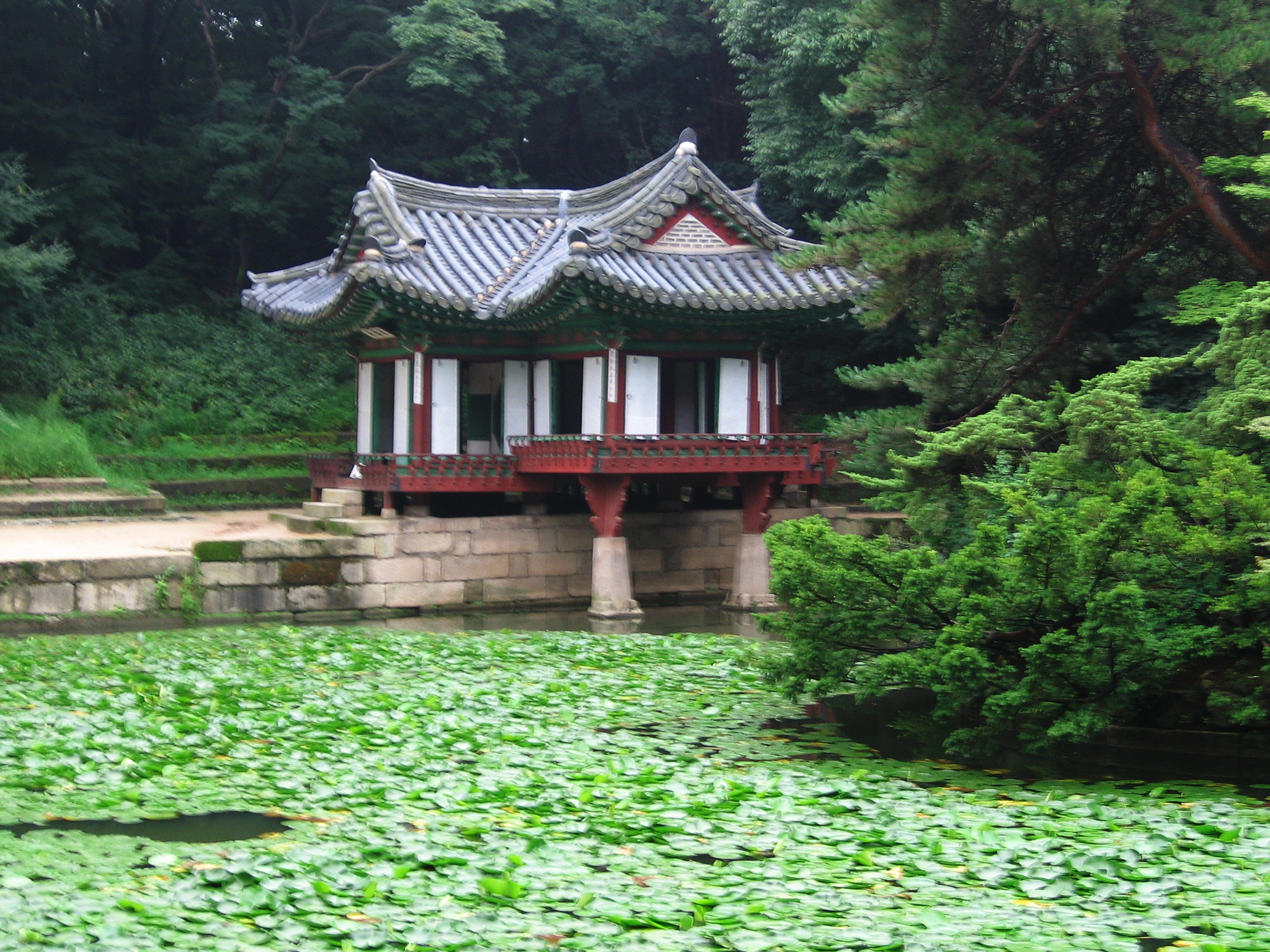
在秘苑區域的芙蓉亭 (在2012年翻新)以及芙蓉池

後苑(후원)佔昌德宮後面78英畝(32公頃)，是王族和王妃的私密游所。後苑內設有蓮池，亭子，景觀美化的草坪，樹木以及鮮花。內有26,000多棵不同的樹木，其中一些樹木的樹齡已經超過300多年。後苑即使是高官，如果不經朝鮮國王同意都不可入内。後苑因此也被稱為「禁苑」(금원)。後苑也被稱為「內苑」(내원)。今天的韓國人很多將其稱為「祕苑」(비원)，這是源於19世紀末的官方名字。雖然秘苑有很多其他的名字，但「後苑」是朝鲜王朝時期最常用的名字。
2012年9月，在秘園裡的芙蓉亭經歷長達一年的修復工程後重新開放。修復是根據在1820年的大韓民國國寶第249號東闕圖而進行。
各種由國王主持儀式的是在秘苑舉行。在朝鮮王朝早期，國王參加的軍隊閱兵往往在這裡舉行。有部隊會在朝鮮世宗面前進行巡行和列陣，或者世宗在花園裡命令他們。此外，還會在秘苑舉辦盛宴，射箭比賽和煙火盛宴。
玉流川(옥류천)是秘苑中最吸引人的。在1636年建成，它包含一個U形的水道，一個小瀑布和一個刻有詩歌的巨石。該地區還包含五個小展館。

## 世界遺產
昌德宮在1997年被聯合國教科文組織錄入為世界文化遺產。教科文組織委員會表示，這個地方是「遠東宮殿建築和花園設計的傑出榜樣」，因為這些建築群被「融入和融合了自然環境」，並適應「地形和保留當地樹木覆蓋」。
在21世紀初著名韓劇《大長今》和《屋塔房王世子》也曾經在宮內的芙蓉池取景。

## 圖集

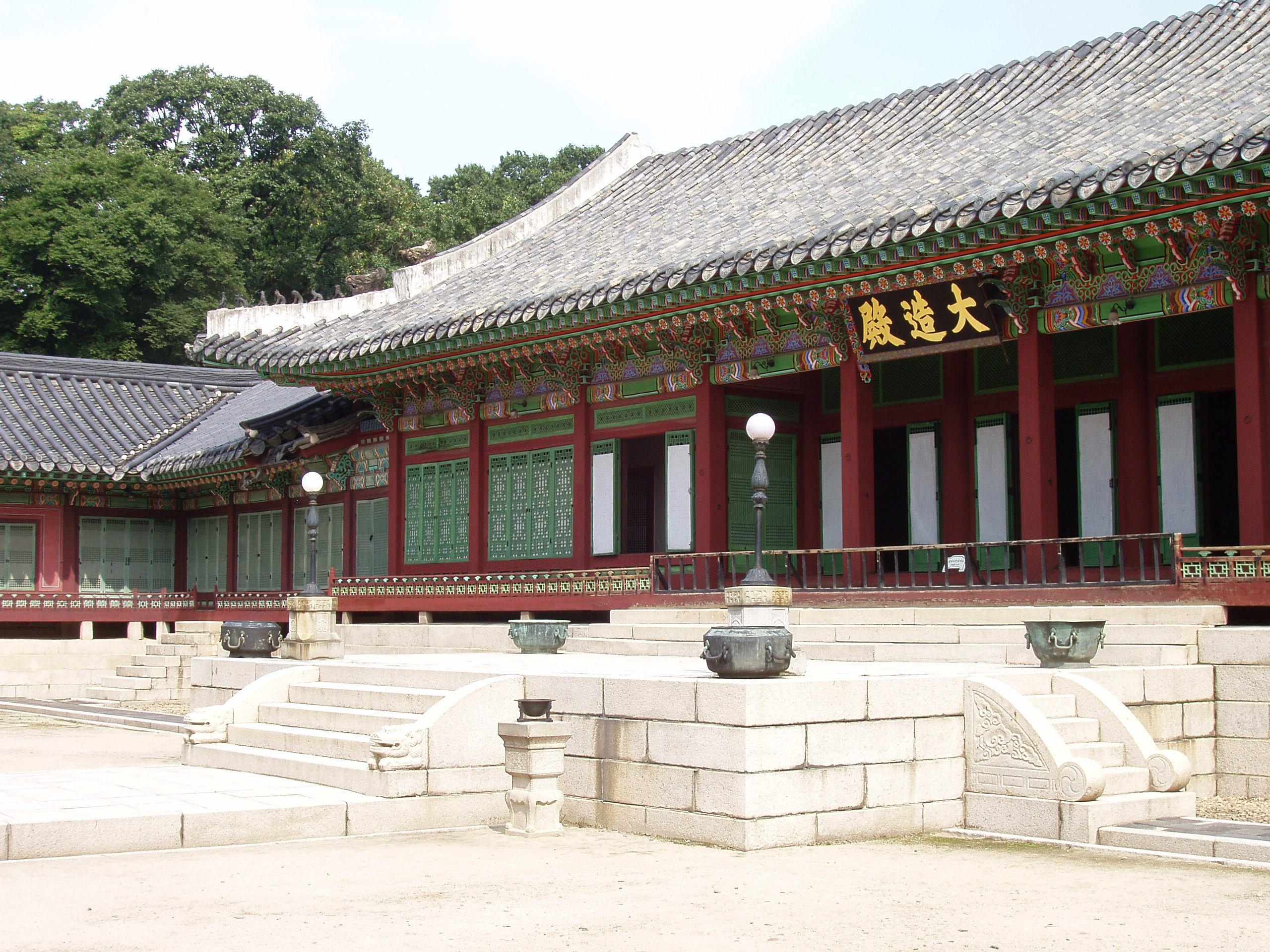
大造殿(대조전)
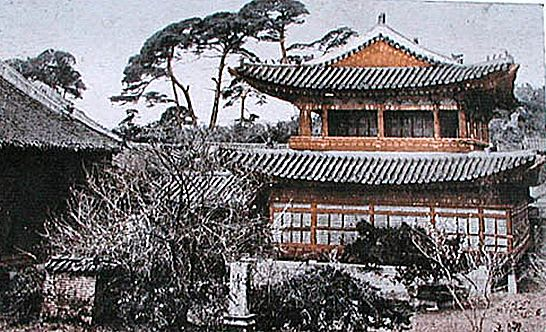
景薰閣是昌德宮大造殿的兩層建築之一。第一層是景薰閣。第二層是澄光樓。
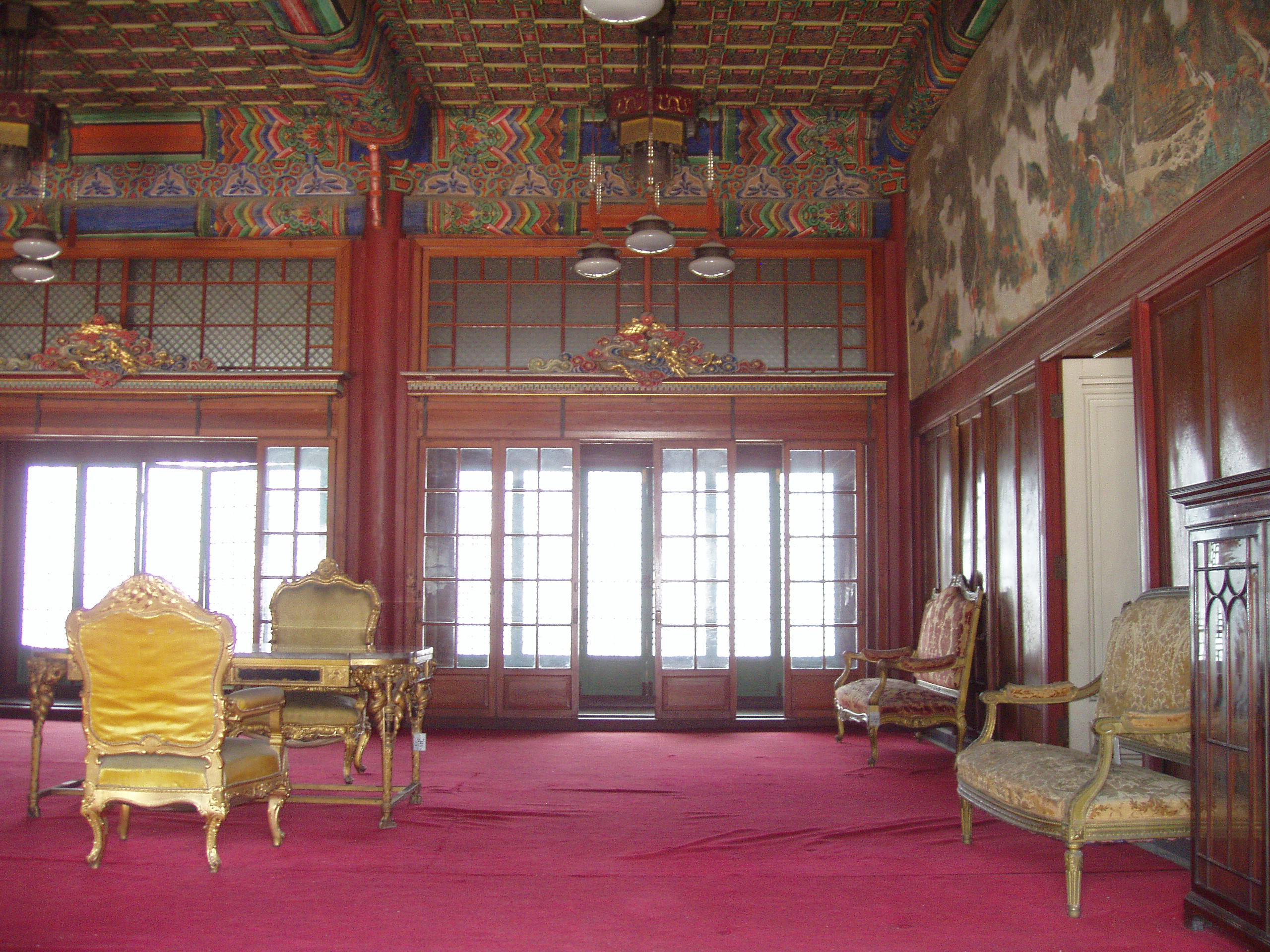
熙政堂(희정당)
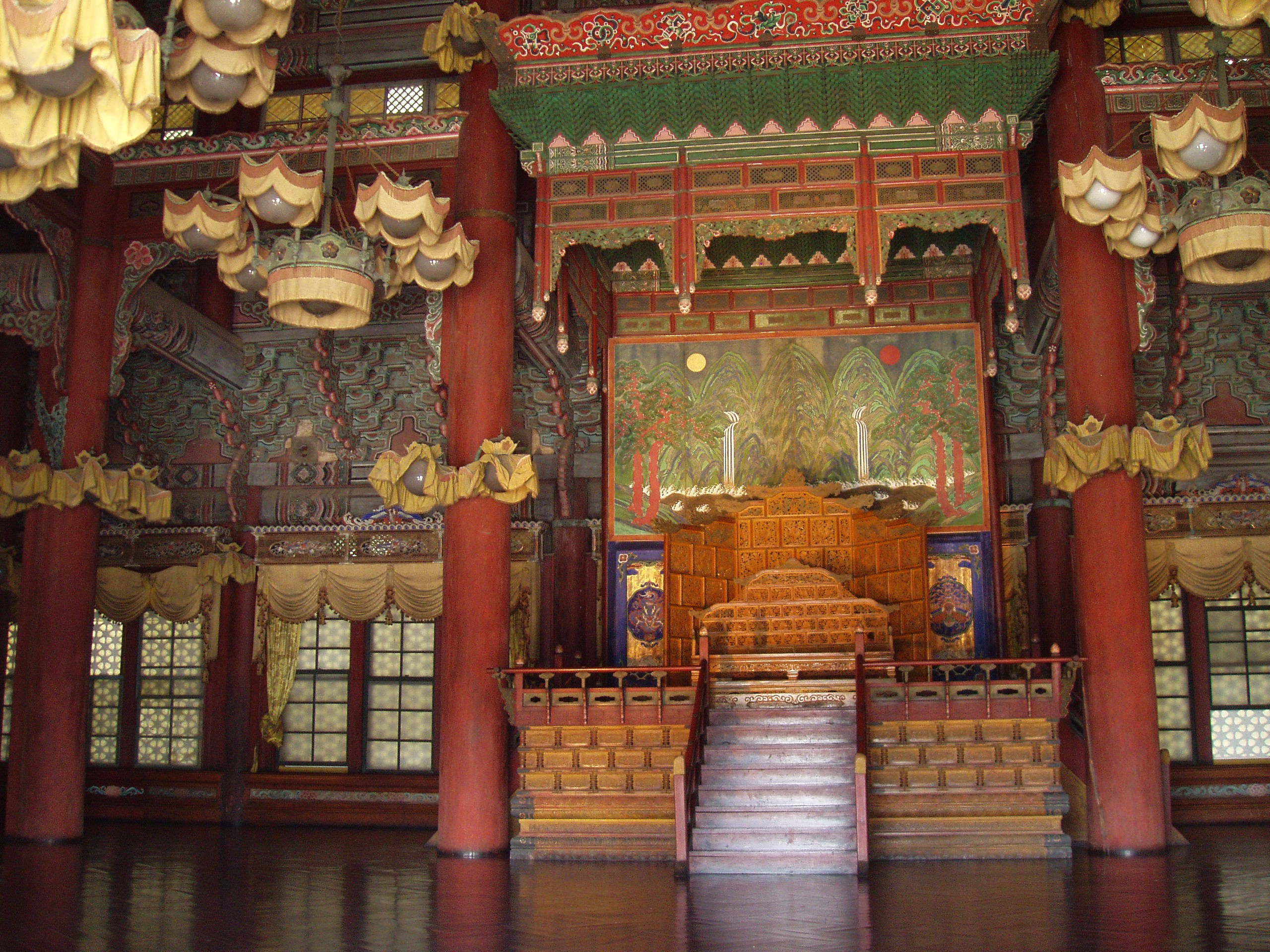
仁政殿內部
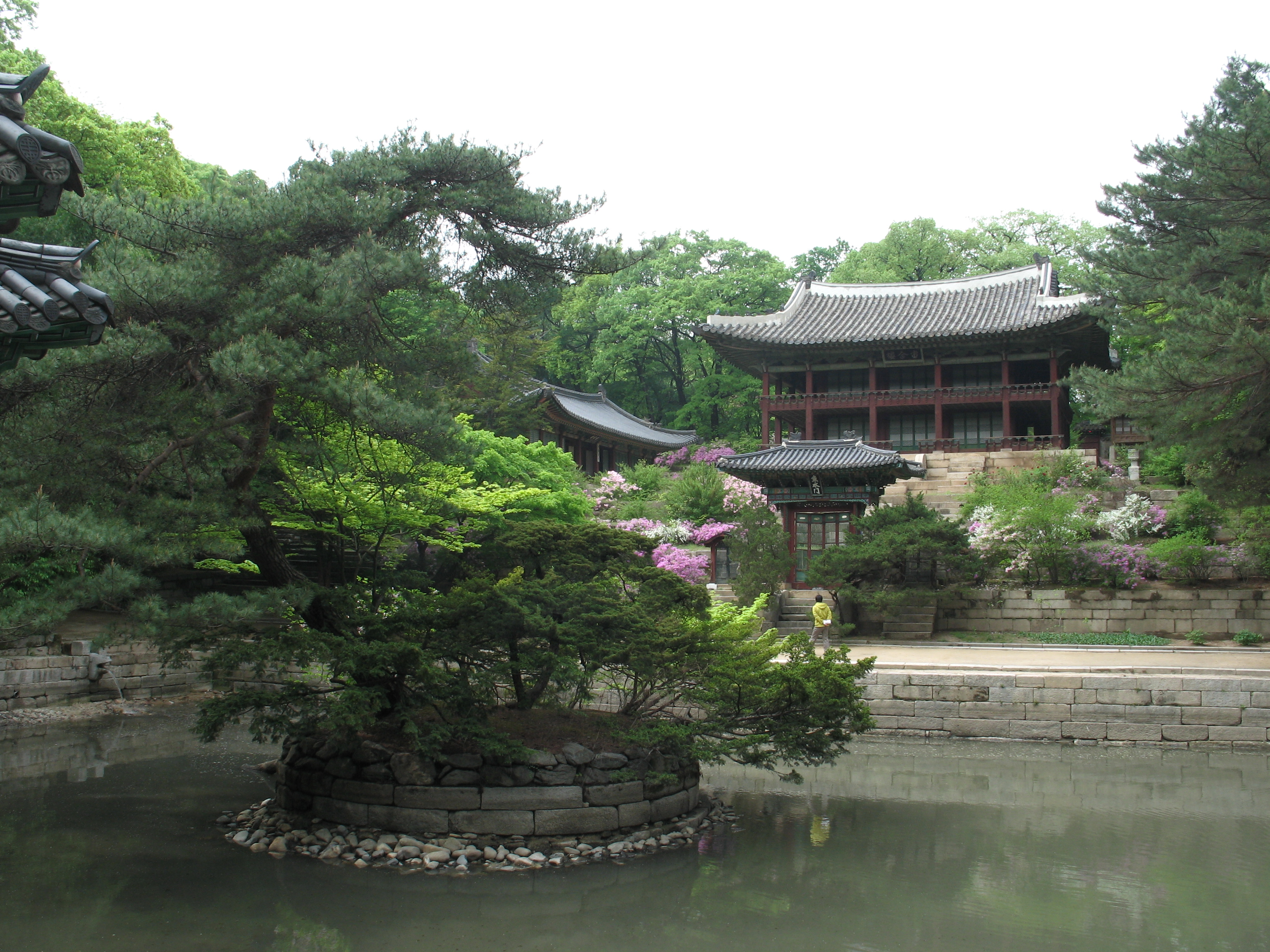
宙合樓(주합루)
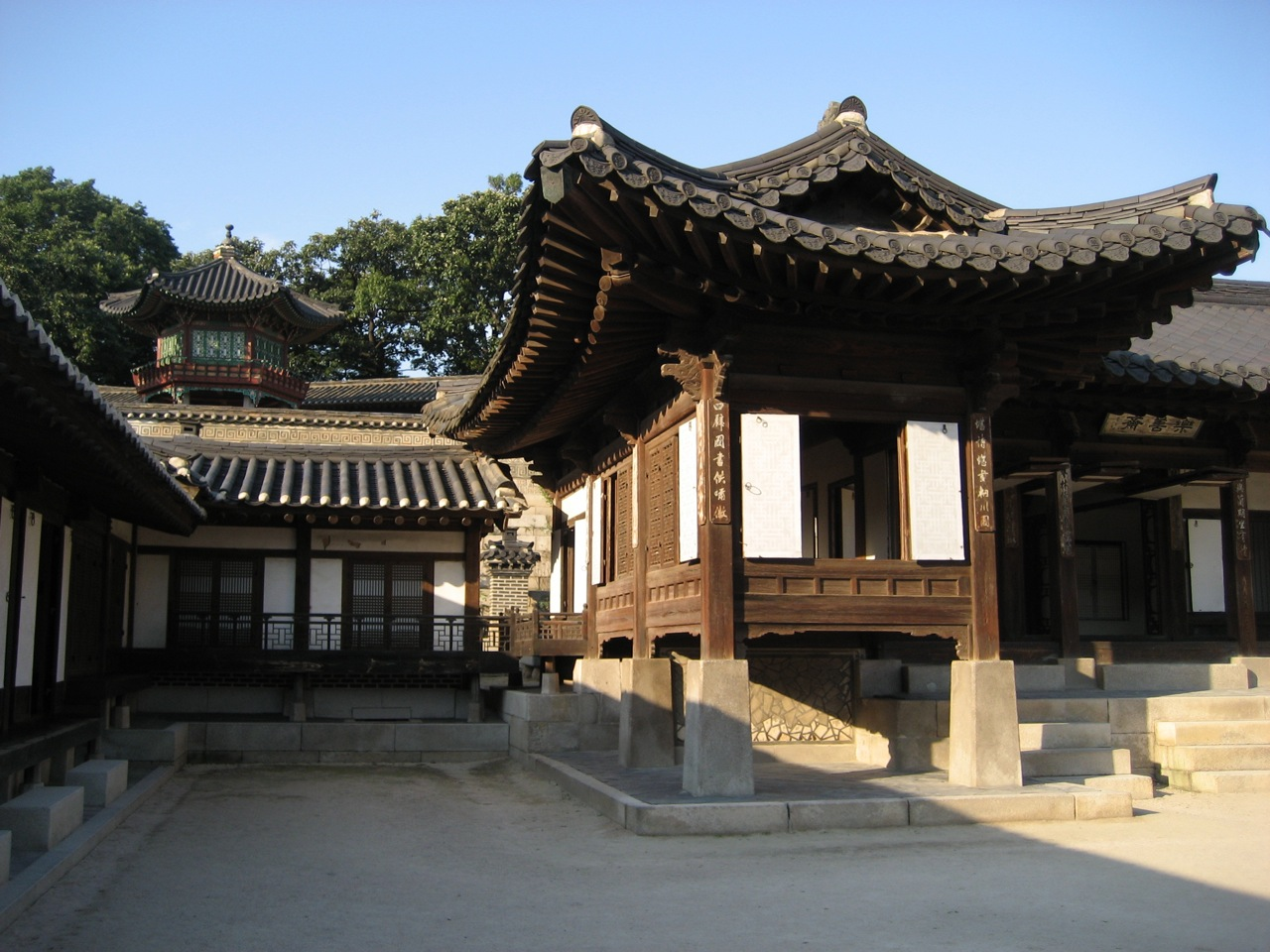
樂善齋
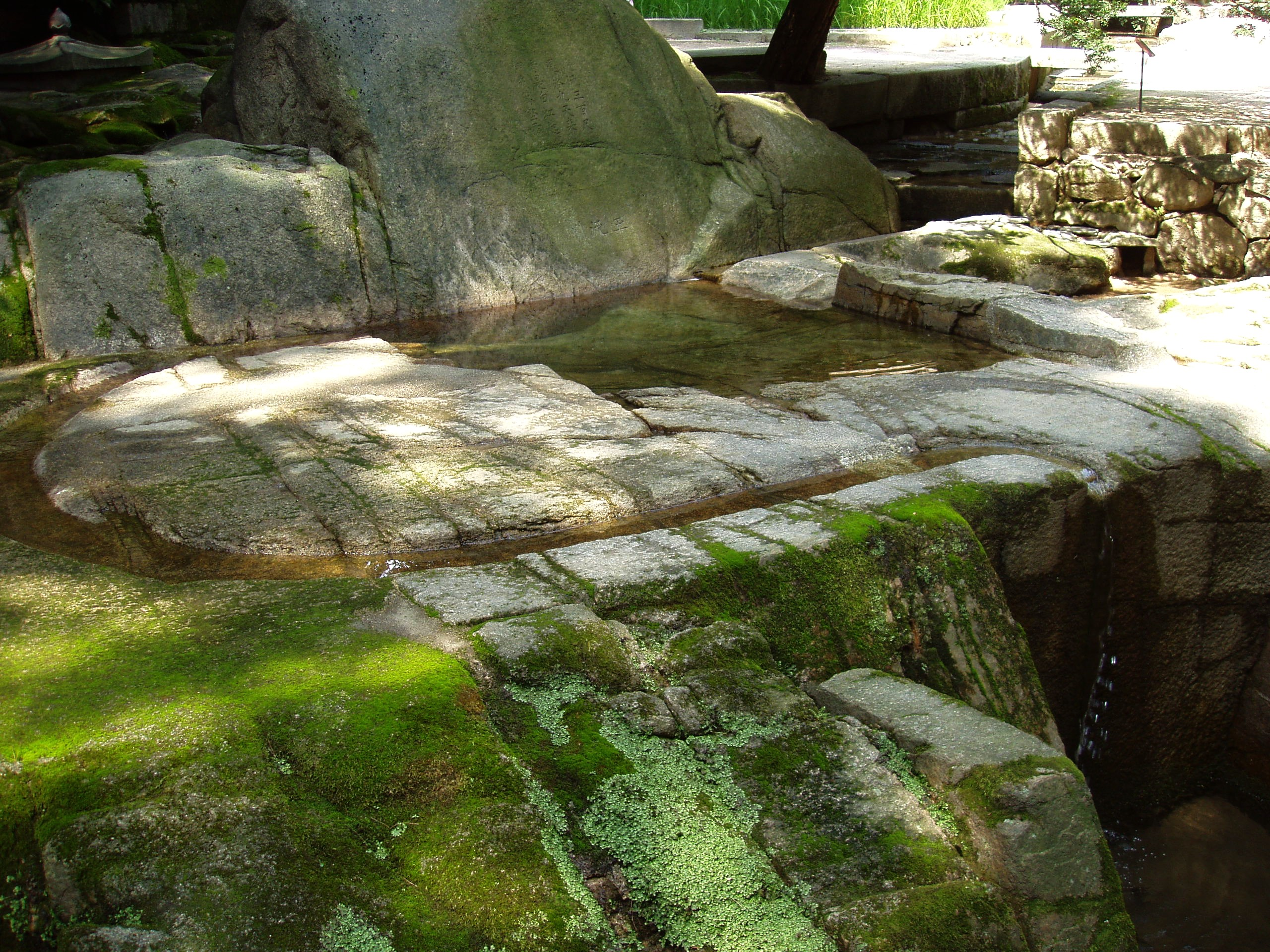
玉流川
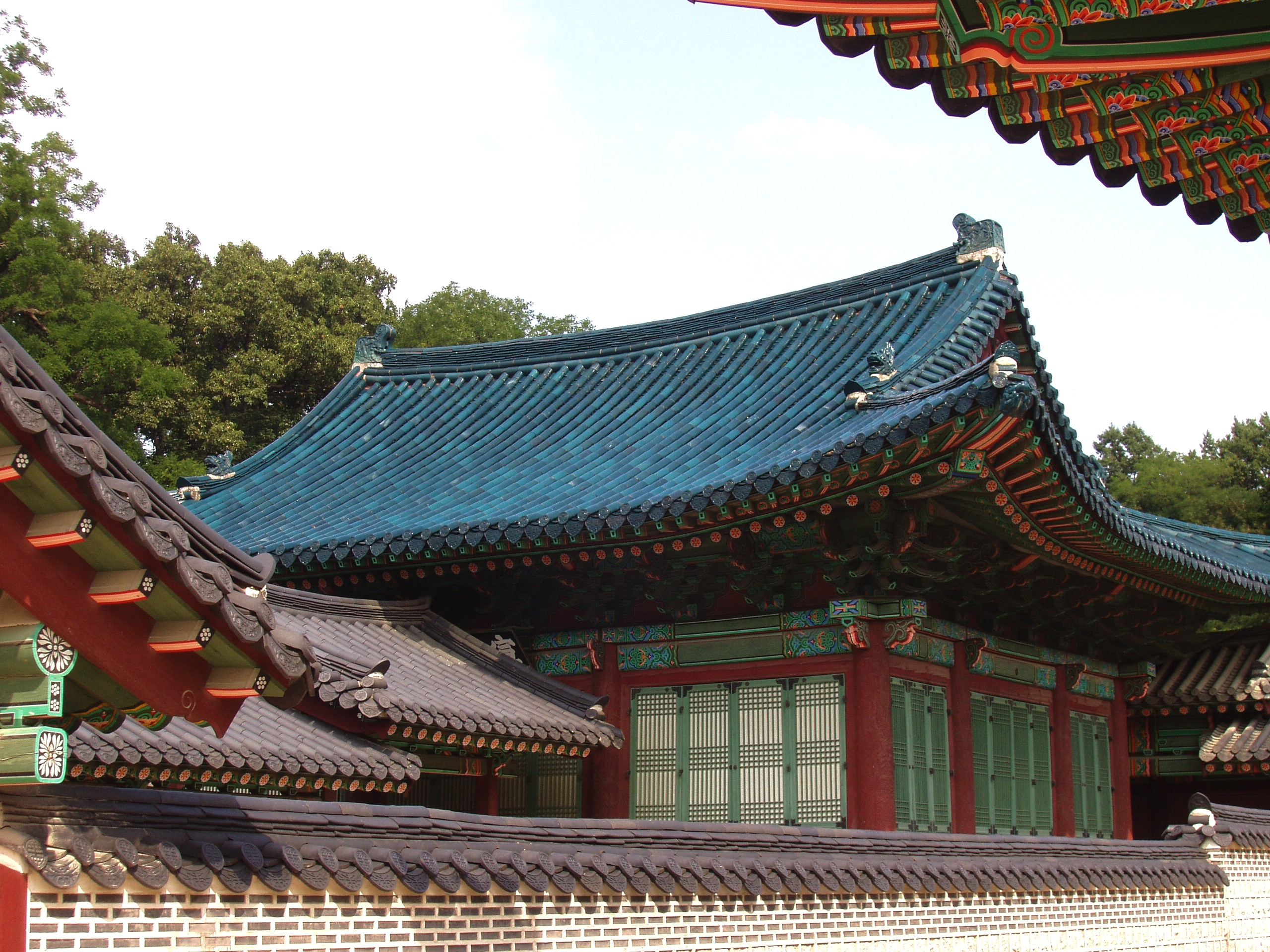
宣政殿(선정전)

### 引用
1. ↑  （英文）. Chosun Ilbo. 24 January 2012  [23 April 2012]. （原始内容存档于2017-12-30）.
2. ↑  . 서울신문. 2009-02-27  [2011-05-29]. （原始内容存档于2015-11-25） （韩语）.
3. ↑  《李朝实录》太宗实录·太宗五年十月十九日辛巳：“離宮告成: 正寢廳三間, 東西寢殿各二間, 東西穿廊各二間, 南穿廊六間。 東西小橫廊各五間, 接于東西行廊, 北行廊十一間, 連排西別室三間。 東西行廊各十五間, 東樓三間, 廂庫三間。 其餘兩殿水刺間、司饔房及湯子洗手間等, 雜間閣摠一百十八間。 以上內殿。 便殿三間, 報平廳三間, 正殿三間。 越臺東西廣六十三尺九寸, 南北廣三十三尺。 上層階高三尺五寸, 中層廣五尺, 階高四尺一寸。 殿庭南北廣一百十七尺有奇, 東西廣一百五十六尺有奇。 東邊上層三間, 中層五間, 行廊九間; 西邊上層三間, 中層四間, 行廊九間。 大門三間, 左右行廊各九間。 承政院廳三間, 東行廊十間, 南行廊四間, 北行廊四間, 外行廊五間, 外樓三間。”
4. ↑  《李朝实录》宣祖修正实录卷二十六·万历二十年四月：都城宫省火。车驾将出, 都中有奸民, 先入内帑库, 争取宝物者。 已而驾出, 乱民大起, 先焚掌隶院、刑曹, 以二局公、私奴婢文籍所在也。 遂大掠宫省、仓库, 仍放火灭迹。 景福、昌德、昌庆三宫, 一时俱烬。 昌庆宫即顺怀世子嫔攒宫所在也。 历代宝玩及文武楼、弘文馆所藏书籍、春秋馆各朝《实录》、他库所藏前朝史草、《承政院日记》, 皆烧尽无遗。 内外仓库、各署所藏, 并被盗先焚。 临海君家、兵曹判书洪汝谆家亦被焚, 以二家常时号多畜财故也。 留都大将斩数人以警衆, 乱民屯聚, 不能禁。
5. ↑  仁祖二十五年《昌德宫修理都监仪轨》，赤裳山史库本，韩国国立文化财研究所藏书阁
6. ↑  仁祖二十五年《昌德宫修建都监仪轨》，赤裳山史库本，韩国国立文化财研究院收藏；御览本，巴黎法国国家图书馆收藏
7. ↑  孝宗三年《昌德宫修建都监仪轨》，御览本，巴黎国家图书馆收藏
8. ↑  孝宗八年《昌德宫万寿殿修理都监仪轨》，赤裳山史库本，韩国国立文化财研究所收藏
9. ↑  纯祖三十四年《昌德宫修建都监仪轨》
10. ↑  纯祖三十四年《昌德宫修建都监仪轨》。该仪轨共制作8件，收藏于奎章阁、春秋馆、礼曹、户曹，以及地方上的太白山、五台山、赤裳山、鼎足山四大史库。现存5件，其中首尔大学奎章阁收藏有太白山本、礼曹本和出处不详的两本，国立文化财研究院藏书阁收藏有赤裳山史库本。
11. ↑  Template:Krhttp://www.ytn.co.kr/_ln/0103_201509261442003991 （页面存档备份，存于）
12. ↑  （英文）Seo Ji-eun; Moon Gwang-lip; Kim Hyung-eun. . Joongang Daily. 26 October 2010  [15 April 2013]. （原始内容存档于2013年6月29日）.
13. ↑  （英文）. Korea Tourism Organization.   [4 October 2012]. （原始内容存档于2020-02-04）.
14. ↑  （英文）WH Committee: Report of the 21st Session, Naples 1997 （页面存档备份，存于）. Whc.unesco.org. Retrieved on 2013-07-12.